# العربی (مجله)
العربی (بنیان‌گذاری: ۱۹۵۸) مجلهٔ ماهانهٔ فرهنگی عربی است که در کویت از سوی وزارت فرهنگ چاپ می‌شود که خوانندگان بسیاری در کشورهای عربی دارد. در قاهره، بیروت و دمشق دفتر دارد و از ۲۰۱۰، میانگین شمارگان آن ۲۵۰ هزار نسخه بود.